# Cacique Guamá
Cacique taíno cubano que entre 1522 y 1532 en pleno apogeo del dominio español se sublevó contra los colonizadores españoles y mantuvo por casi diez años su lucha. Usó como estrategia principal los ataques por sorpresa y las retiradas muy rápidas (basándose en la experiencia de Hatuey), para impedir de esa forma a los españoles el uso de sus armas, mucho más avanzadas que las de los nativos. Aunque no existe una versión final sobre su muerte, la más aceptada dice que fue asesinado por su propio hermano mientras dormía.
El nombre de Guamá, es de origen arauco. Según Antonio Bachiller y Morales, significa señor, aunque otros lingüistas lo traducen como maestro. A pesar del origen de su nombre el criterio más aceptado es que Guamá era de procedencia taina.

## Biografía
Su nombre se menciona en la historia por primera vez en 1522, año en el que el joven cacique se sublevó contra los colonizadores. En un inicio Guamá no atacaba a los españoles y vivía pacíficamente en las lomas de Maisí, acompañado por un grupo de aborígenes. El lugar fue atacado por los españoles, quienes se llevaron como esclavos a varios miembros de la tribu, fundamentalmente a varios niños. Durante los primeros años de su alzamiento, el cacique se internó en zonas de difícil acceso cercanas a Baracoa. En esos lugares él y sus seguidores levantaron refugios y organizaron las actividades que permitieran el sustento de la comunidad. Poco a poco se les fueron sumando otros nativos y en poco tiempo Guamá contó con una cantidad importante de hombres dispuestos a luchar.
Diego Velázquez, preocupado por las sublevaciones indias, envió cuadrillas de hombres bien armados y acompañados de indios que les servían como guías además del uso de perros, para combatir a los rebeldes. A la muerte de Velázquez en 1524, el gobierno fue asumido de manera interina por Manuel de Rojas, quien recrudeció los métodos para eliminar las rebeliones. Los indios capturados, si eran acusados de algún crimen, eran condenados a muerte y sus cabezas eran luego mostradas a las entradas de los pueblos. A los sobrevivientes se les obligaba a trabajar como esclavos en las encomiendas.
En 1526 Gonzalo de Guzmán ocupó el gobierno de Cuba, y durante su gobierno hubo un relativo abandono de las persecuciones a los sublevados.
Por esa época se sumaron a las filas de Guamá nuevos guerreros, entre ellos Juan Pérez, indio principal de una zona vecina, quien marchó a los montes junto con un grupo de hombres y mujeres. De igual forma, un número importante de los llamados indios encomendados de la región de Baracoa, desesperados por la explotación a que eran sometidos, abandonaron a sus encomenderos y se sumaron a las huestes de Guamá. El nombre de este ya era famoso, sus acciones no solo se limitaban a la zona de Baracoa sino que se extendían hasta Maisí y Sagua de Tánamo.

Entre 1527 y 1530 los rebeldes asaltaron e incendiaron la villa de Puerto Príncipe (hoy Camagüey), causando gran destrucción. El incendio se propagó rápidamente, haciendo que la población huyera atemorizada. También atacaron Baracoa, creando tanto temor entre sus habitantes, que los obligaron a refugiarse en la costa, en espera de los refuerzos que habían solicitado a La Española. Enviaron al gobernador Guzmán una solicitud de protección, señalando:
«Que los indios que andaban en las minas, viendo que allí Guamá andaba alzado y rebelado, de uno en uno y aún siete a siete creemos que se van con él y no se coge oro y los españoles no osan salir a buscarlos».
En una carta que el Cabildo de Santiago de Cuba dirigió a su Majestad en 1530, se informaba que hacía aproximadamente cuatro años que andaba alzado un indio de nombre Guamá, que en ese momento tenía más de cincuenta hombres a su mando, y que día a día recogía a más indios mansos, y que el incremento del número de sus guerreros podría causar muchos males.
En febrero de 1532 los colonos se lamentaban de la ineficacia de las cuadrillas enviadas contra Guamá y sus seguidores. En julio de ese año Gonzalo de Guzmán fue suspendido de su cargo como gobernados, que fue asumido nuevamente por Manuel de Rojas, quien se propuso acabar con las sublevaciones, especialmente con la de Guamá.
Guamá continuaba sus ataques sorpresivos contra los españoles y los indios pacificados. La reina, por Real Cédula de 28 de septiembre de 1532, dirigida al obispo de Cuba, fray Miguel Ramírez, daba instrucciones a este y a Manuel de Rojas para imponer a sus hombres un mejor trato hacia los indios, con el fin de evitar que siguieran sumándose a los alzados. Su rango de acción llegó a extenderse hasta la actual provincia de Camagüey.

### Versiones sobre su muerte.
La versión más aceptada sobre la muerte del cacique relata que Rojas optó por formar más cuadrillas para combatir a los alzados en Puerto Príncipe y Sancti Spíritus, compuestas por españoles, indios, esclavos negros y perros cimarrones. A principios de 1532, Rojas partió hacia las sierras de Baracoa al mando de dos cuadrillas. Necesitó muchos días para localizar el palenque de Guamá, hasta que finalmente pudo descubrirlo. Al llegar las cuadrillas, solo encontraron cuatro hombres y tres mujeres, que fueron sometidos a interrogatorio en presencia del gobernador interino. Declararon que unos quince indios habían logrado escapar a los montes, e informaron que a Guamá le había dado muerte a traición mientras dormía su hermano Guamayry / Olguama con un hacha. Aparentemente Guamá había raptado a la mujer de su hermano y ello fue la causa del asalto y posterior muerte del cacique.
Otra versión relata que cuando Rojas asaltó el palenque donde se encontraba Guamá este se dispuso a la fuga mientras era perseguido por rancheadores con perros hasta un río donde un mal cálculo del cacique para saltarlo causaría que el mismo se golpease con una roca en la cabeza, para luego ser rematado con un mosquete. 

#### Discrepancias sobre las versiones de su muerte.
En la mayoría de las versiones se coincide con el asalto de Rojas al palenque del cacique pero para aclarar su muerte se debe realizar un estudio de mayor profundidad. Algunas fuentes critican la versión del hermano pues en algunos casos se señala que este sería el hermano mayor, en caso de ser así Guamá nunca debió llegar a ser cacique. Las discrepancias sobre las circunstancias de su muerte no se esclarecen aún. 